# Lowther (Fluss)
Der Lowther ist ein Fluss in Cumbria, England. Der Lowther entsteht aus dem Wet Sleddale Reservoir westlich des Shap Summit und fließt in nördlicher Richtung. Östlich von Eamont Bridge am südlichen Rand von Penrith mündet der Lowther in den River Eamont.
Es gibt Überlegungen, dass die Henge von King Arthur’s Round Table am Lowther in Eamont Bridge sowie die Megalithanlagen der Steinreihe von Shap und den Steinkreisen von Shap und der Hill of Skulls in Verbindung stehen und dass im Fluss Lowther dabei von den Erbauern eine Verbindung gesehen wurde.